# Crème princesse
 (novembre 2014).
Si vous disposez d'ouvrages ou d'articles de référence ou si vous connaissez des sites web de qualité traitant du thème abordé ici, merci de compléter l'article en donnant les références utiles à sa vérifiabilité et en les liant à la section « Notes et références ».
La crème princesse, ou crème madame, est le résultat d'un mélange de crème pâtissière et de crème fouettée dans le but d'obtenir une crème mousseuse. 
Elle est composée d'œuf, de farine de blé, de sucre et de crème fraîche liquide entière.
Elle est proche de la crème diplomate qui contient, en plus, de la gélatine. 

## Usages
On l'emploie pour la confection de tarte tropézienne, génoise, chou.